# 李綸 (嘉靖進士)
李綸（1512年—？），字德言，號石峰，萬全都司懷安衛官籍，直隸鳳陽府潁州潁上縣人，明朝政治人物。

## 生平
嘉靖十三年（1534年）甲午科順天鄉試第六十四名舉人，嘉靖十七年（1538年）中式戊戌科會試第一百二十五名，三甲第八名進士。授行人，二十一年五月选授工科給事中，弹劾保定巡抚刘隅，查盘节慎库钱粮出入不明，劾工部尚书甘为霖等，二十四年四月升刑科右，五月升本科左，二十五年四月升禮科都，累官山東參政、山西按察使、浙江右布政使。

## 家族
曾祖李洪，所鎮撫；祖父李獻，所鎮撫；父李珤。母韓氏；前母陳氏。具庆下。